# Longford, Derbyshire
Longford är  en by och en civil parish i Derbyshire Dales i Storbritannien. Den ligger i grevskapet Derbyshire och riksdelen England, i den södra delen av landet, 190 km nordväst om huvudstaden London. Orten har 349 invånare (2011).